# La Mort d'Agrippine
La Mort d'Agrippine est une tragédie en cinq actes et en vers de Savinien de Cyrano de Bergerac, publiée en 1654. La pièce, qui compte 1 656 alexandrins, est célèbre pour les déclarations d'athéisme du conspirateur Séjanus (acte II, scène IV).

## Personnages
- Tibère, empereur de Rome
- Séjanus, favori de Tibère
- Nerva, sénateur, confident de l'Empereur
- Térentius, confident de Séjanus
- Agrippine, veuve de Germanicus
- Cornélie, sa confidente
- Livilla, sœur de Germanicus et bru de l'empereur
- Furnie, sa confidente
- Gardes

L'action se déroule à Rome, dans une salle du palais de Tibère.

## Publication
Il semble que la pièce n'ait pas été représentée. Selon le témoignage de Tallemant des Réaux, « un fou nommé Cyrano fit une pièce de théâtre intitulée La mort d'Agrippine, où Séjanus disait des choses horribles contre les dieux. La pièce était un vrai galimatias. Sercy qui l'imprima dit à Boisrobert qu'il avait vendu l'impression en moins de rien : "Je m'en étonne", dit Boisrobert. — "Ah ! monsieur", reprit le libraire, "il y a de belles impiétés" ».
A contrario, S. Wilma Deierkauf-Holsboer dans son ouvrage en deux volumes "Le Théâtre de l'Hôtel de Bourgogne 1548-1680" relève que La Mort d'Agrippine de Cyrano de Bergerac y a été jouée en 1653. D'autres sources indiquent que la pièce fut censurée et interdite au bout de trois représentations pour impiété.

## Postérité
La Mort d'Agrippine de Cyrano de Bergerac « rappelle pour le sujet et la conception générale La Mort de Sénèque de Tristan L'Hermite, et ce rapprochement prend tout son sens lorsqu'on songe à l'amitié qui unit les deux hommes ». Antoine Adam distingue les deux tragédies : « Si vigoureuse que fût l'œuvre de Tristan, celle de Cyrano la domine comme une œuvre de génie peut dominer une œuvre de grand talent. Cyrano a l'art de tendre à l'extrême les situations, de pousser les passions jusqu'à un point qui touche à la frénésie ».
La Mort d'Agrippine est allusivement mentionnée dans la comédie héroïque d'Edmond Rostand Cyrano de Bergerac. À l'acte II, le comte de Guiche propose à Cyrano sa protection et lui offre de le recommander, en tant qu'auteur et dramaturge, à son oncle le cardinal de Richelieu ; Le Bret, ami de Cyrano, se réjouit alors et lui glisse à l'oreille : « Tu vas faire jouer, mon cher, ton Agrippine » — avant que le héros ne refuse, à l'idée que le ministre puisse retoucher ses vers.
La Mort d'Agrippine est mentionnée par le maître d'armes, dans le 8e tome de la série de bande dessinée De cape et de crocs d'Alain Ayroles et Jean-Luc Masbou, comme une pièce « fort controversée ».